# Rathenaubrücke

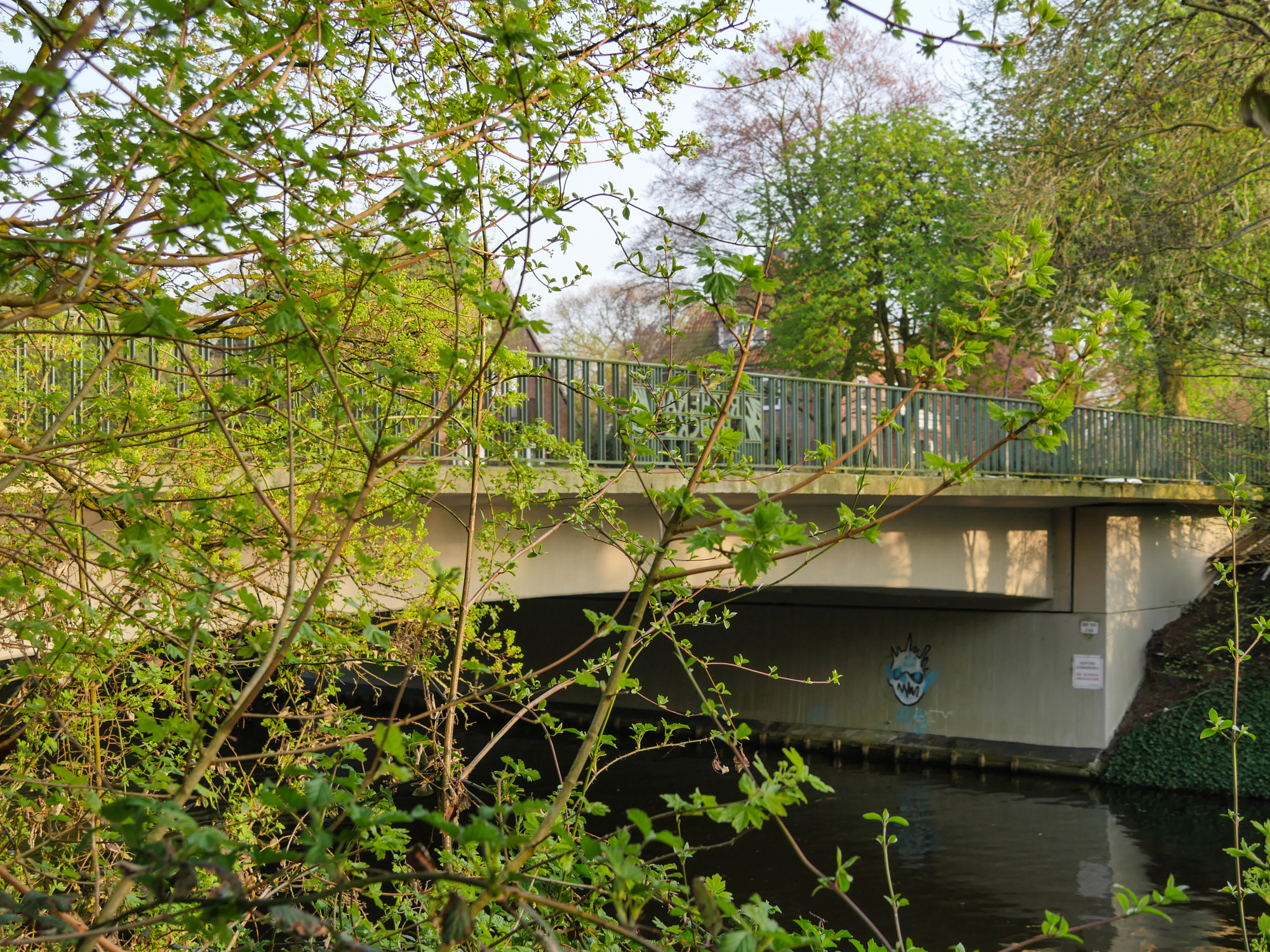
Rathenaubrücke

Die Rathenaubrücke ist eine Straßenbrücke im Hamburger Stadtteil Alsterdorf, die in der Nähe der Alster im Zuge der Rathenaustraße über den Skagerrakkanal führt.
Eine an diesem Ort im Jahr 1914 errichtete Brücke hieß für einige Jahre Westliche Skagerrakbrücke, bis sie am 2. August 1958 nach dem Industriellen, Schriftsteller und Politiker Walther Rathenau benannt wurde.
Die ihr gegenüberliegende Skagerrakbrücke wurde ursprünglich in den 1910er Jahren unter dem Hamburger Baudirektor Fritz Schumacher errichtet und um 1985 erneuert.

## Nachweise
1. ↑  Horst Beckershaus: Die Hamburger Straßennamen – Woher sie kommen und was sie bedeuten, 6. Auflage, CEP Europäische Verlagsanstalt, Hamburg 2011, ISBN 978-3-86393-009-7

Koordinaten: 53° 36′ 25,5″ N, 9° 59′ 49,2″ O